# Турское (озеро, Россия)
Турское — озеро в России, находится в Пинежском районе Архангельской области. Площадь поверхности — 2,8 км².
Лежит между болот Большого (на севере) и Низовского (на юге) на высоте 73 метра над уровнем моря в 10 км к юго-востоку от деревни Пиринемь. На северном берегу озера — холмы высотой 193 и 194 м и развалины урочища Чёрный Остров, поросшие лесом. Из западной оконечности Турского вытекает река Турья, впадающая в Пинегу. Вдоль реки проходит автодорога к Чёрному Острову от заброшенной деревни Турье. С юга в озеро впадают два небольших ручья. В центральной части озера — поросший лесом остров.
По соседству, юго-западнее, лежит чуть более крупное озеро Кургское.
По данным государственного водного реестра России относится к Двинско-Печорскому бассейновому округу, водохозяйственный участок реки — Пинега, речной подбассейн реки — бассейны притоков Северной Двины ниже слияния Вычегды и Сухоны. Относится к речному бассейну реки Северная Двина.
Код объекта в государственном водном реестре — 03020300311103000005972.